# Miguel de la Bárcena
Miguel de la Bárcena fue un juez jujeño que fue gobernador y capitán general provisional de su provincia.

## Biografía
Miguel de la Bárcena nació el 7 de mayo de 1778 en San Salvador de Jujuy, Jujuy, hijo del español Ángel Antonio de la Bárcena de la Torre y de Ana María Gabriela Goyechea Argañaraz.
Se educó en el Real Colegio de San Carlos en la ciudad de Buenos Aires. 
Tras efectuar estudios de derecho se radicó en su provincia natal para el ejercicio de su profesión.
En 1840 fue designado Juez. Derrotada la Coalición del Norte en la batalla de Famaillá el 19 de septiembre de 1841, el gobernador unitario Roque Alvarado le delegó el gobierno de la provincia antes de abandonar la ciudad en la madrugada del 7 de octubre para exiliarse en Bolivia.
Bárcena desempeñó el gobierno entre el 8 y el 19 de octubre. Ese día una Asamblea Popular designó gobernador al federal José Mariano Iturbe.
Murió el 19 de mayo de 1853 en su ciudad natal.
Casó en 1804 en primeras nupcias con María Ignacia Marquiegui Iriarte, hija de Ventura Marquiegui Sostoa y María de la Asunción Felipa de Iriarte Goyechea, con quien tuvo un hijo, Justo Pastor de La Bárcena Marquiegui.
En segundas nupcias casó con Margarita Mendizábal López de Velasco con quien tuvo cuatro hijos: 
José Benito, Trinidad, Mercedes y María Bárcena Mendizábal.